# Ted Tinling
Cuthbert Collingwood Tinling, Ted Tinling (ur. 23 czerwca 1910 w Eastbourne, zm. 23 maja 1990 w Cambridge) – brytyjski działacz tenisowy.

## Kariera zawodowa
Cuthbert Tinling był tenisistą, uczestnikiem turniejów w Anglii. Nie osiągnął jednakże bardziej znaczących zwycięstw. 
W okresie międzywojennym był sędzią wielu pojedynków Francuzki Suzanne Lenglen w czasie tzw. turniejów hotelowych na Riwierze. Przebywał tam ze względów zdrowotnych. W czasie II wojny światowej służył jako oficer brytyjskiego wywiadu wojskowego.
Po wojnie był asystentem głównego sędziego i mistrzem ceremonii Wimbledonu. Był także projektantem strojów tenisowych dla zawodniczek. W 1949 roku kontrowersje wzbudziła występująca w stroju zaprojektowanym przez Tinlinga Gertrude Moran. Krótka spódniczka, spod której widoczna była koronkowa bielizna, wzbudziła oburzenie kierownictwa turnieju, a zarazem wielkie zainteresowanie mediów i widzów. Moran pozwolono dalej grać, a także doszła do finału Wimbledonu w deblu. Tinling stracił jednakże miejsce w komitecie organizacyjnym turnieju. Nie zaprzestał projektowania ubiorów tenisistek. Wśród jego klientek były triumfatorki wielkoszlemowe, m.in. Maureen Connolly, Maria Bueno, Billie Jean King, Margaret Smith Court, Evonne Goolagong. 
Po raz kolejny kontrowersje na Wimbledonie wzbudził w 1972 roku strój Rosie Casals. Tym razem sędziowie uznali ubiór za zbyt kolorowy. Jak wspominała Casals, największe zastrzeżenia działacze mieli do nadmiaru purpury i ostatecznie zmusili zawodniczkę do przebrania się pod groźbą dyskwalifikacji, chociaż jej zdaniem strój mieścił się w regulaminowych ograniczeniach (dopuszczających inne kolory pod warunkiem dominacji bieli).
Tinling był rzecznikiem tenisa kobiecego, w latach 70. włączył się w organizację zawodowego cyklu rozgrywek kobiecych Virginia Slims. Podobnie jak niegdyś na Wimbledonie był uważany za mistrza ceremoniału tych rozgrywek. Również na londyńskich kortach All England Clubu przestał być uważany za niepożądaną osobę, a stał się jednym z symboli dawnych tradycji, łącznikiem między historią a współczesnością, przewodnikiem dla kolejnych pokoleń zawodniczek i zawodników.
W 1986 roku Tinling został wpisany do międzynarodowej tenisowej galerii sławy.